# Các nhà thờ La Mã Catalan của Vall de Boí
Các nhà thờ La Mã Catalan của Vall de Boí là tập hợp 9 nhà thờ La Mã sớm được UNESCO công nhận là Di sản thế giới nằm tại Vall de Boí, xã Alta Ribagorça, Lleida, cộng đồng tự trị Catalonia, Tây Ban Nha.

## Lịch sử
Trong đầu thế kỷ 20, một nỗ lực lớn nhằm nghiên cứu và lập danh mục các bức tranh tường La Mã trong các nhà thờ của Vall de Boí. Hoạt động này được thúc đẩy bởi cả các học giả và nhà kinh doanh nghệ thuật (lợi ích tài chính từ các bức tranh).
Vào năm 1904 và 1906, Câu lạc bộ đi bộ đường dài của Catalonia đã tổ chức những chuyến đi đầu tiên liên tỉnh đến Vall de Boí với mục đích thu thập thông tin, hình ảnh và chú thích đi kèm. Đến tháng 6 năm 1907, một đoàn thám hiểm do Viện Nghiên cứu Catalan đã tiến hành nghiên cứu, ghi chép và chụp ảnh các công trình và tác phẩm nghệ thuật quan trọng về văn hóa ở Catalan bao gồm cả Vall de Boí. Từ năm 1905 đến 1909, Hội đồng Bảo tàng Barcelona đã in các bản sao thực của những bức bích họa Pyrénées này và việc xuất bản các tác phẩm đã thỏa mãn mong muốn của các viện bảo tàng và nhà sưu tập tư nhân.